# Колка (каньон)
Каньон Колка (исп. Valle del Colca) — один из глубочайших каньонов мира, расположенный на юге Перу, в долине реки Колка, регион Арекипа. Ближайший крупный город — Арекипа — находится в 100 километрах к юго-востоку (расстояние по автомобильной дороге — 230 километров). Одна из самых известных перуанских природных достопримечательностей.

## Общие сведения
Каньон представляет собой один из многочисленных разломов этого региона Перу. Интенсивное поднятие Анд повлекло за собой образование многочисленных трещин. Каньоны Колка и Котоуаси являются крупнейшими из них. Высота гор в окрестностях каньона — более 5 километров (высота вулкана Ампато, в 24 километрах от реки — 6288 метров), а его дно находится на высоте 2 километров над уровнем моря.
Длина каньона — приблизительно 90 километров, ширина — 3-5 километров. Река Колка, протекающая на его дне, сравнительно небольшая, длиной 388 километров, немноговодная, но имеет серьёзное значение для засушливой прибрежной части Перу (северная периферия пустыни Атакама). По берегам реки, на склонах каньона находятся террасные земледельческие поля, возделываемые еще со времен империи инков.
Один из символов каньона — андский кондор, которого можно увидеть здесь в непосредственной близости. Среди других птиц, встречающихся в районе каньона — исполинский колибри, андский гусь, чилийский фламинго, горная каракара. Другие представители местной фауны — вискаша, южноамериканский скунс, олени, лисицы, викуньи.
К туристическим достопримечательностям относятся горячие источники Ла-Калера в небольшом городе Чивай, пещерные наскальные рисунки, инкские мумии, руины доколумбовых поселений, фестиваль Витити в Чивае, близлежащие вулканы и гейзеры и т.д.

## Галерея

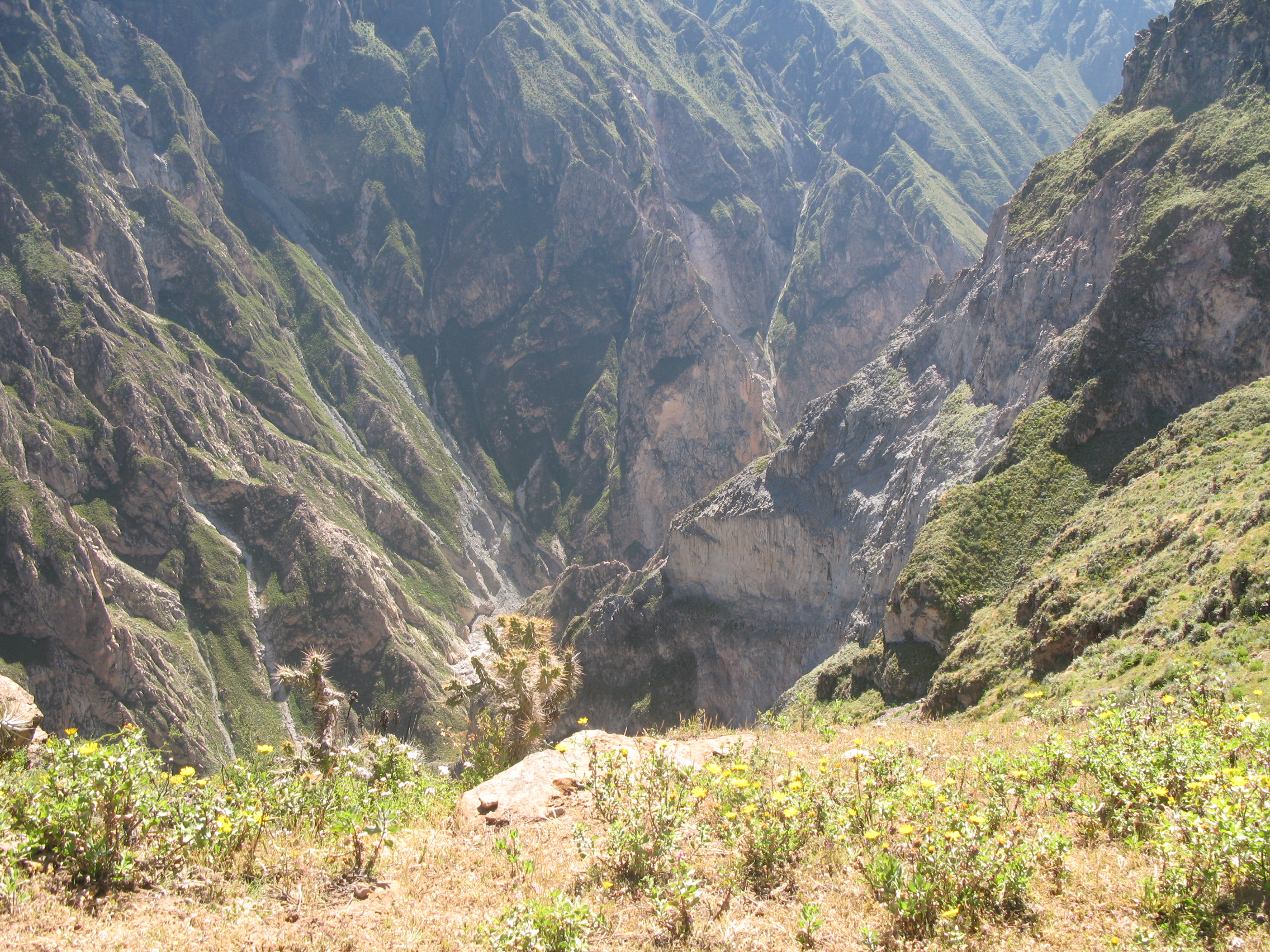
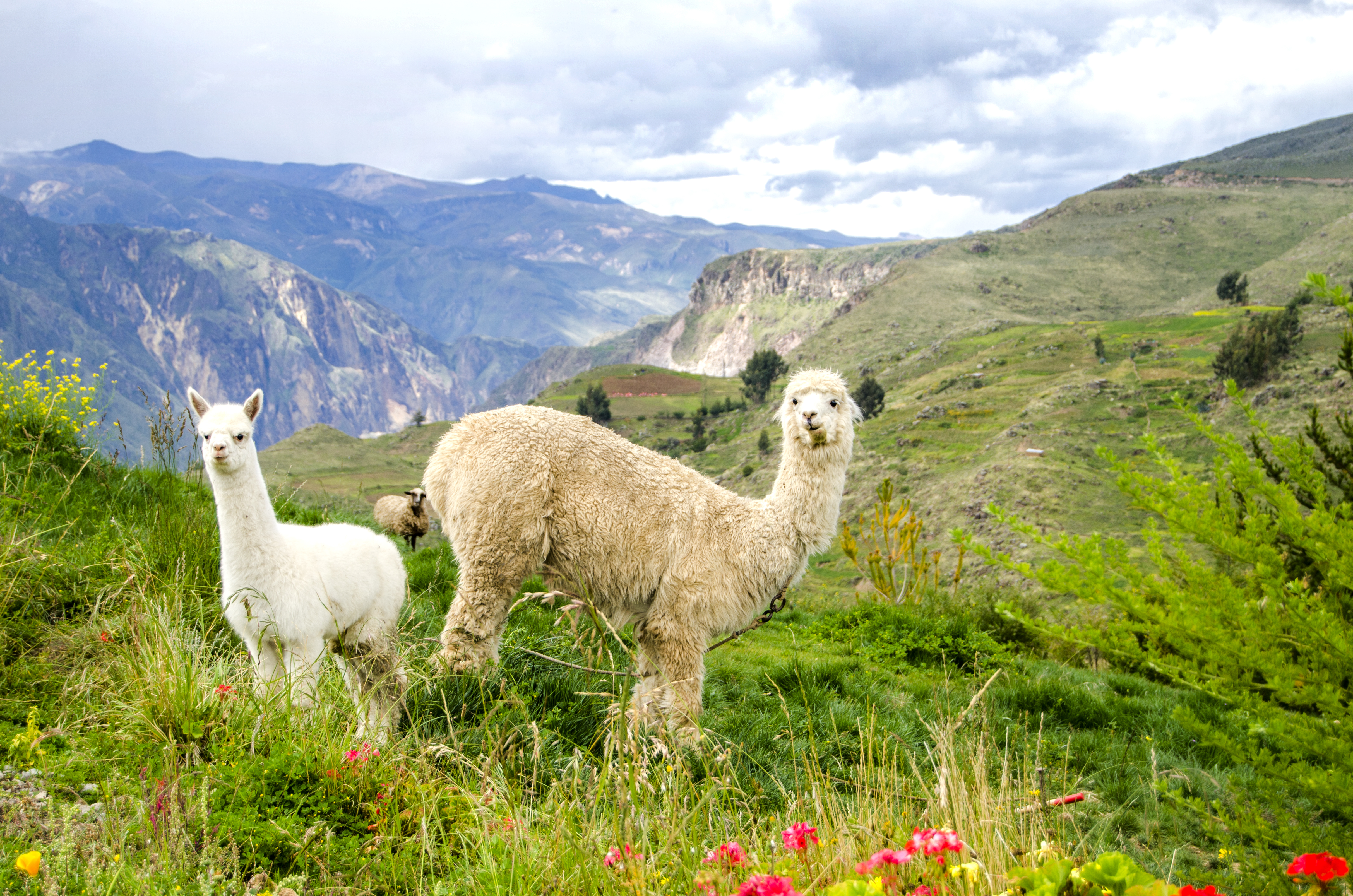
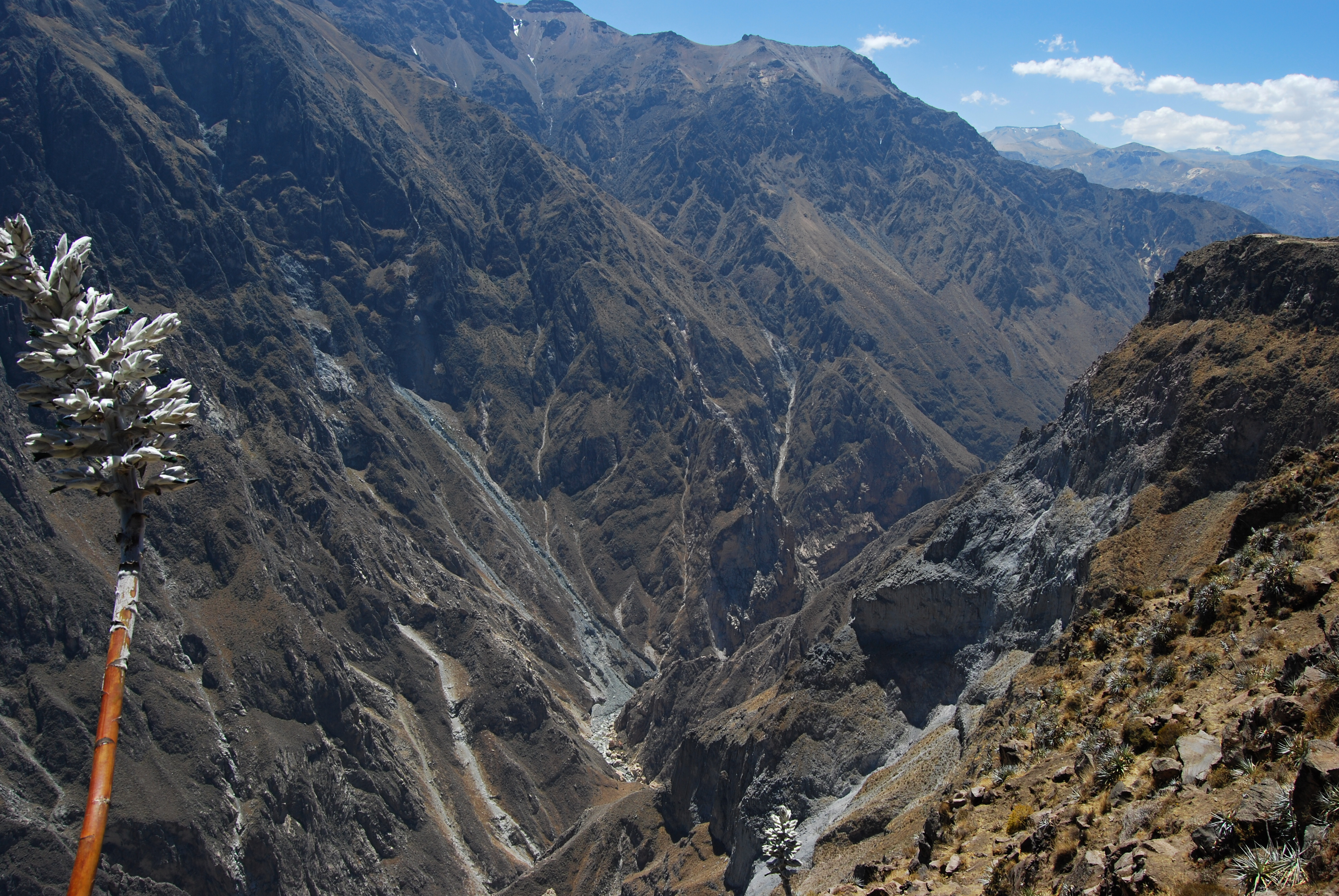
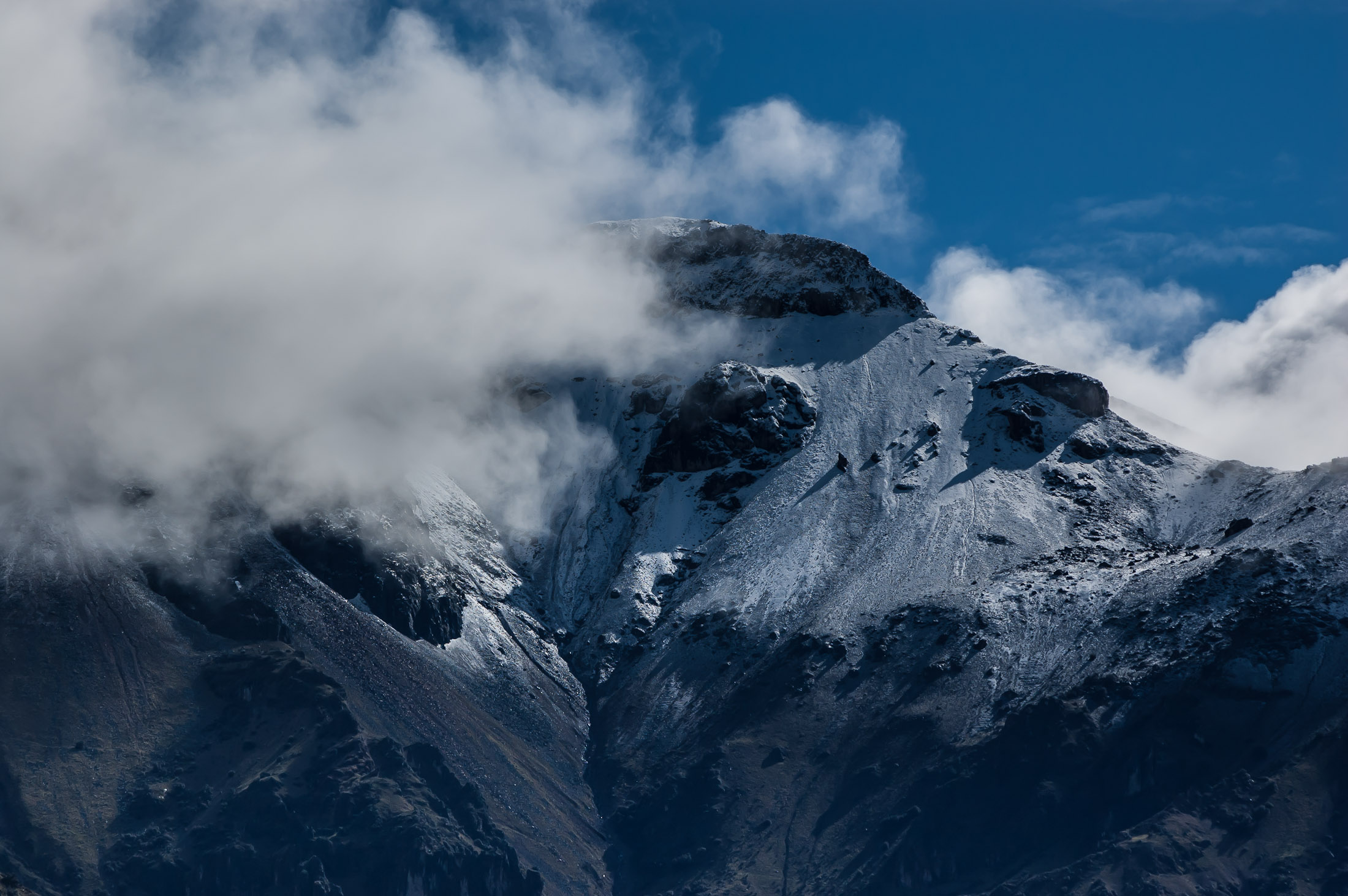
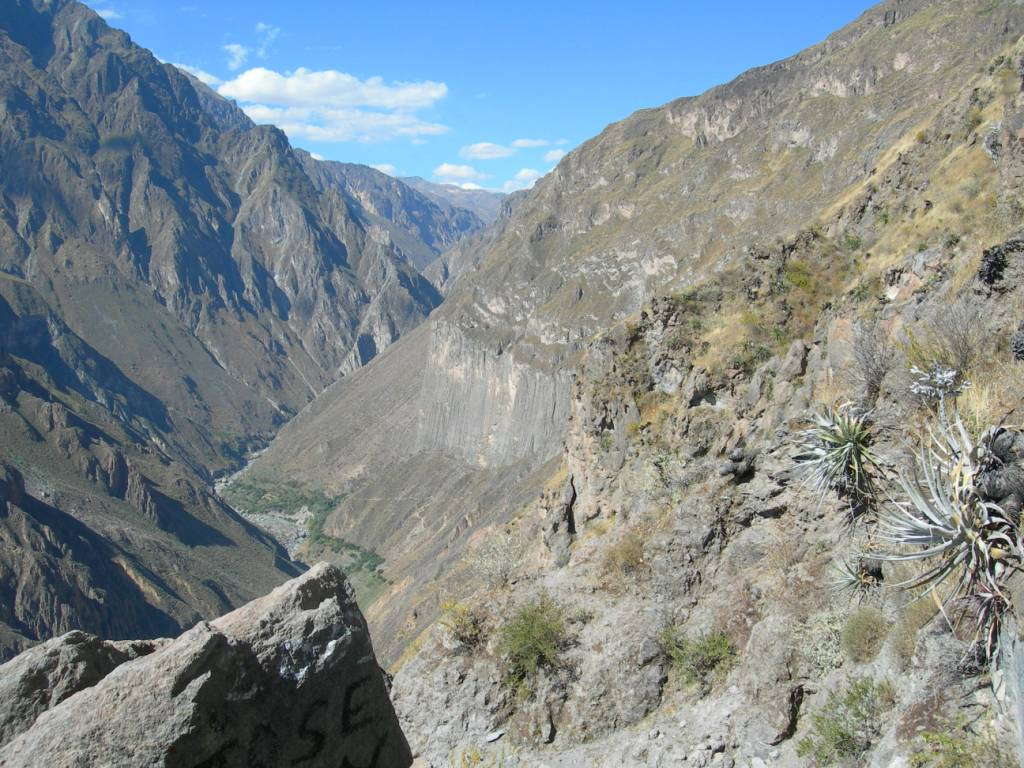
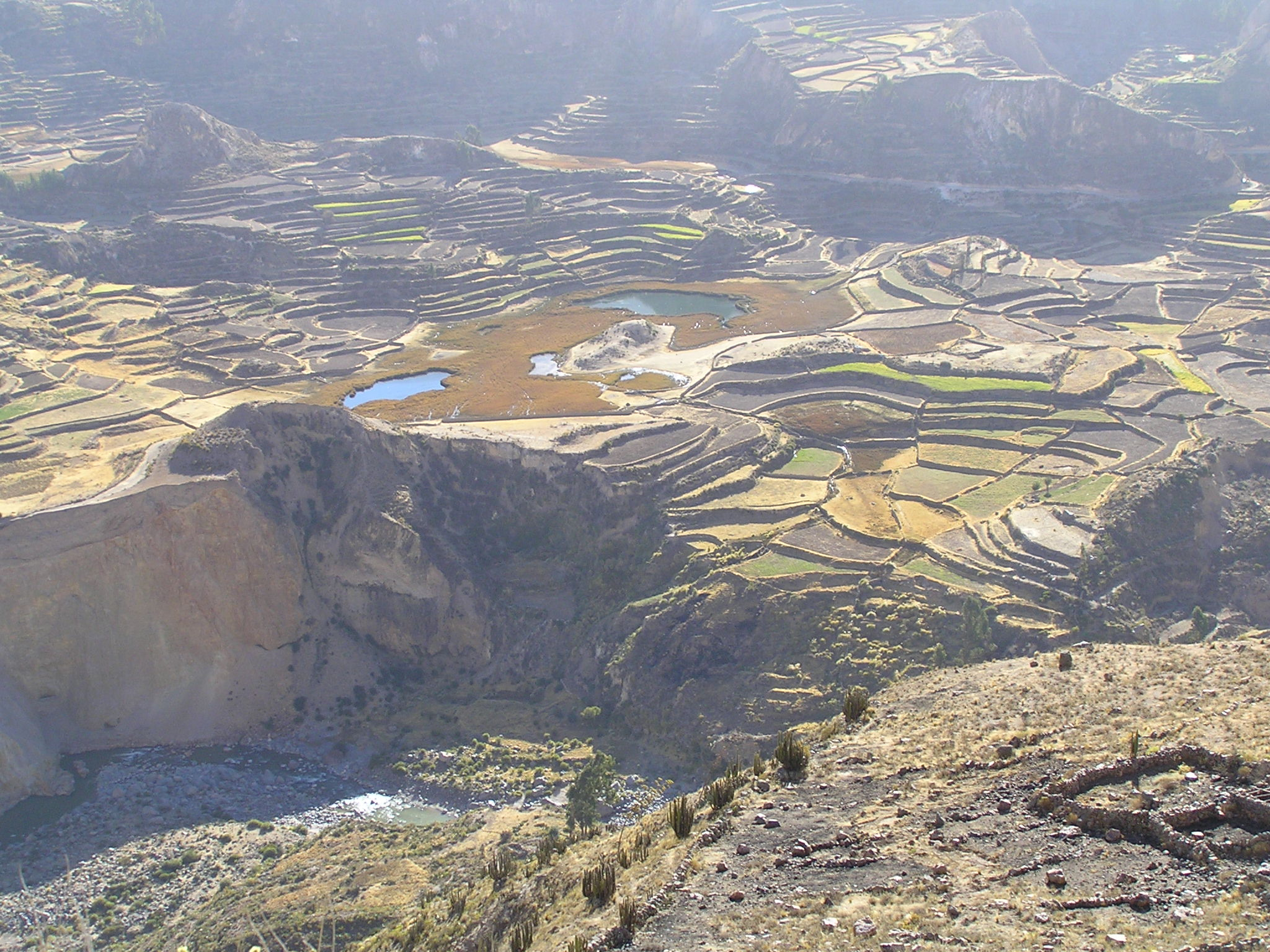
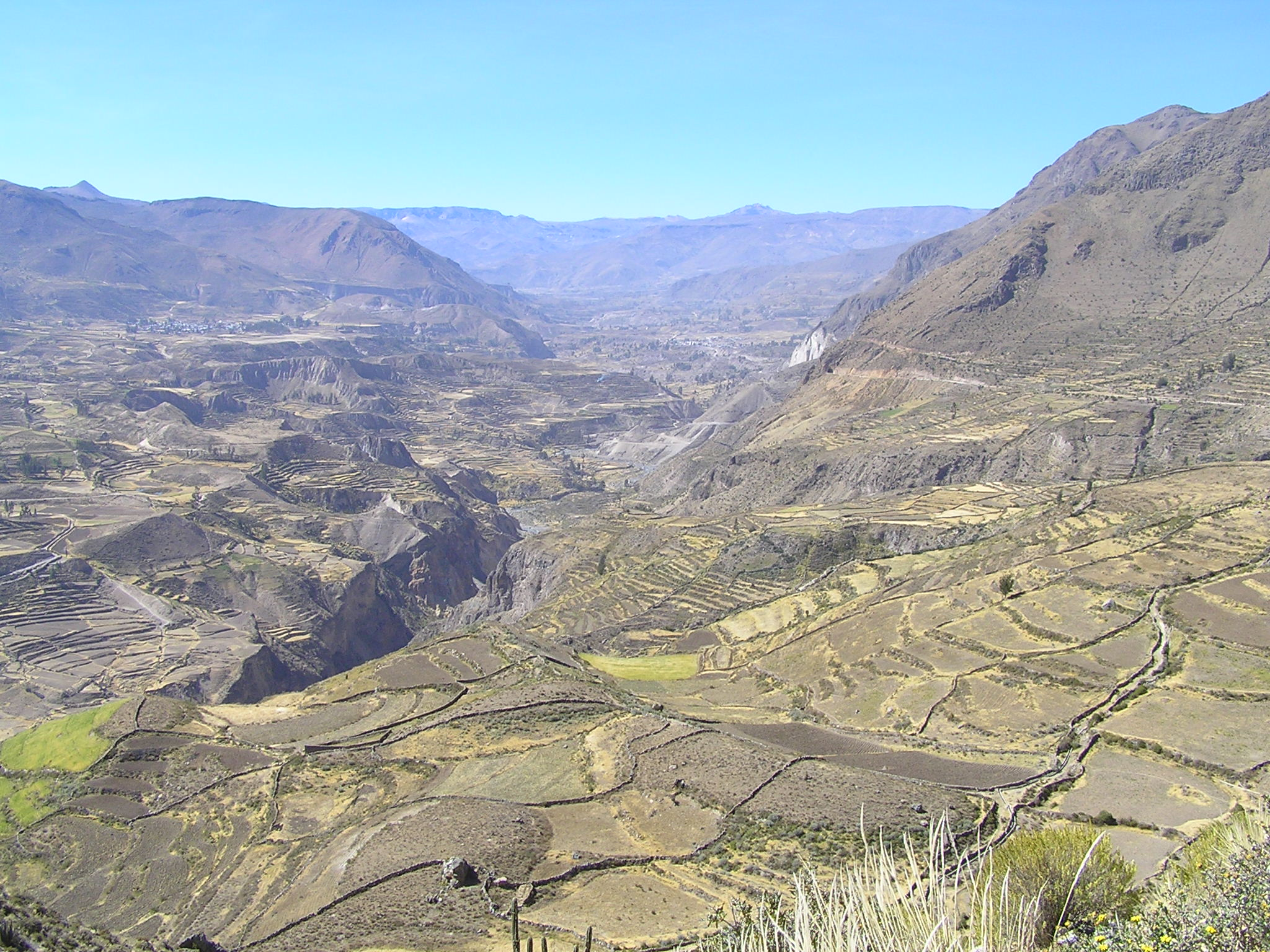
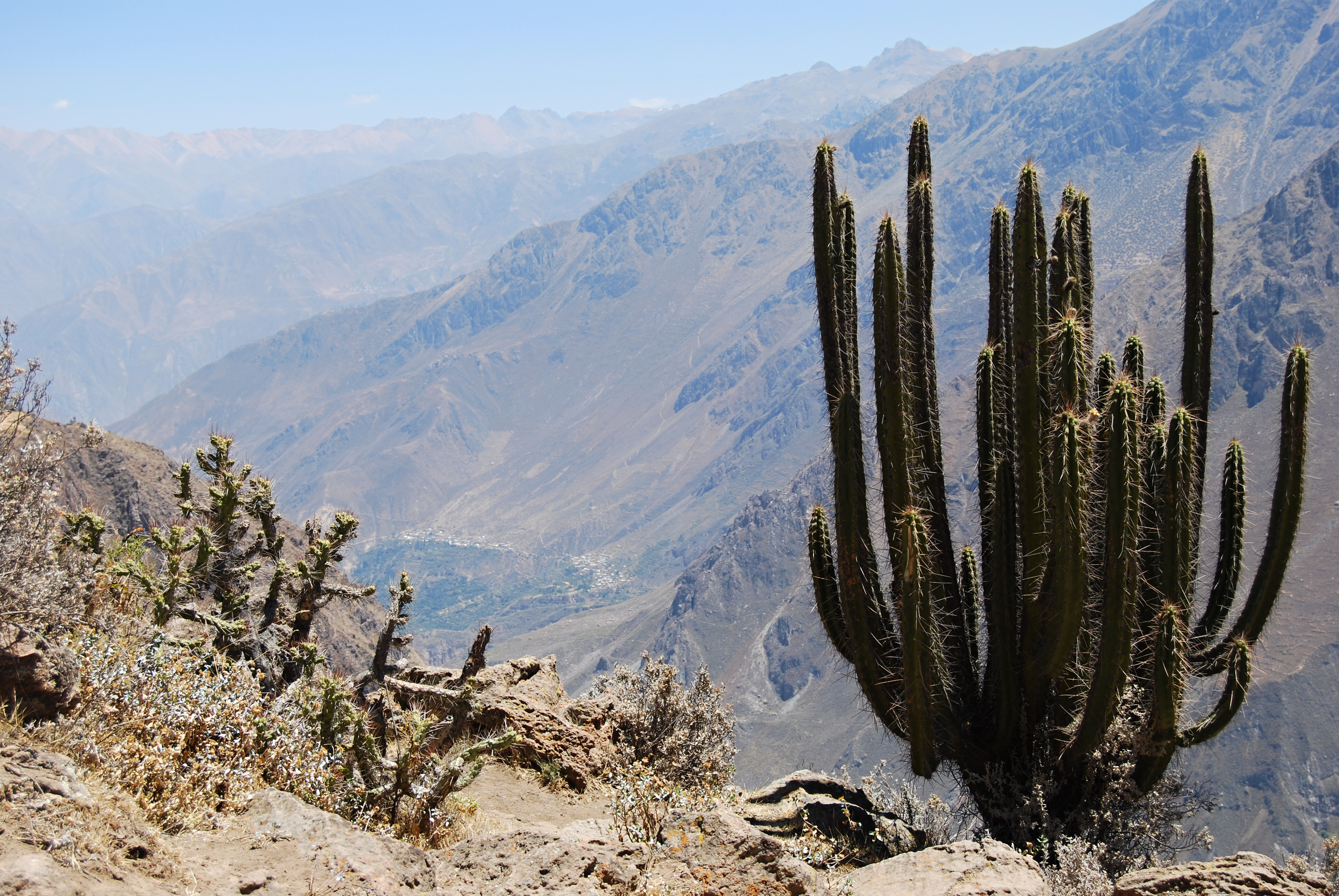
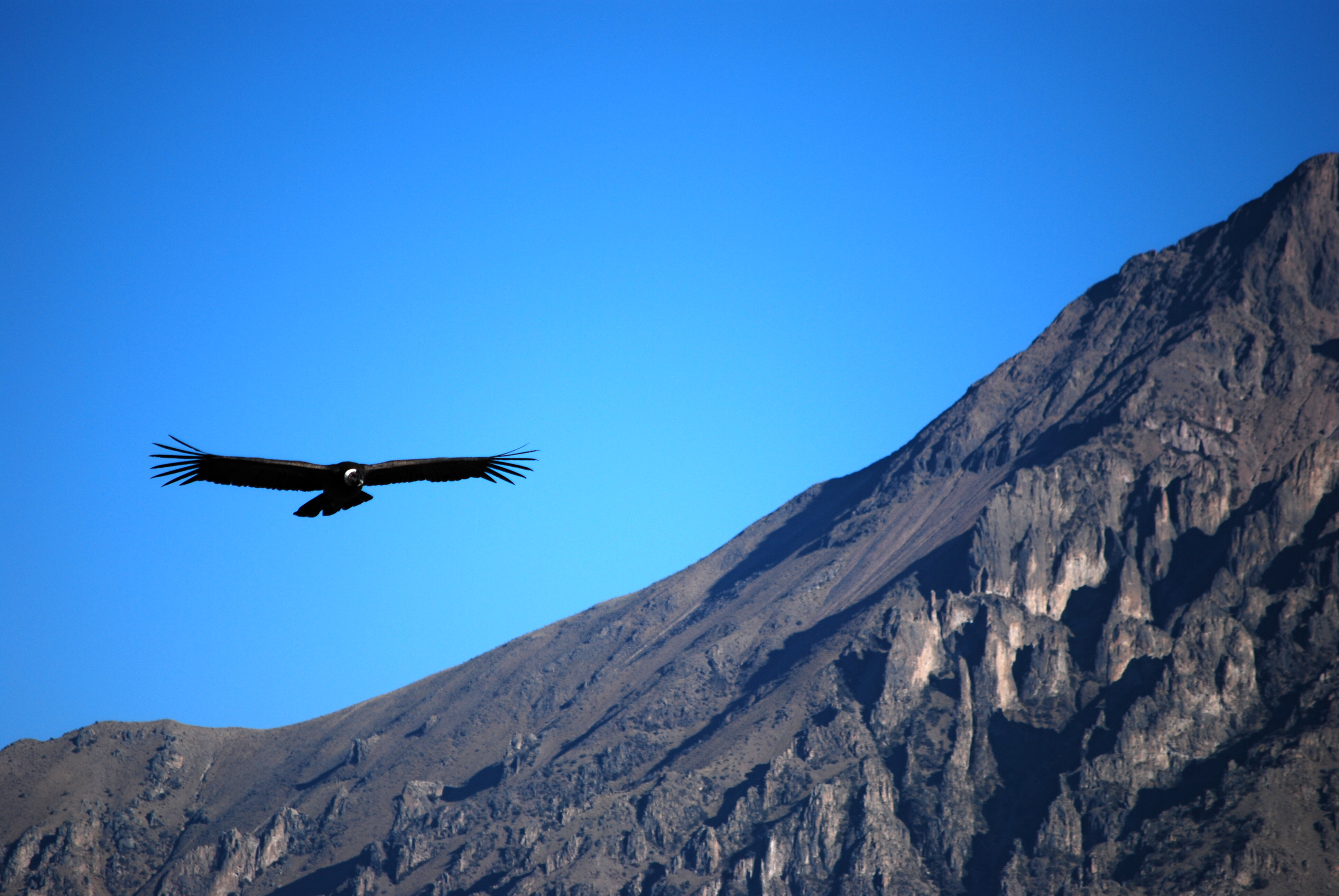
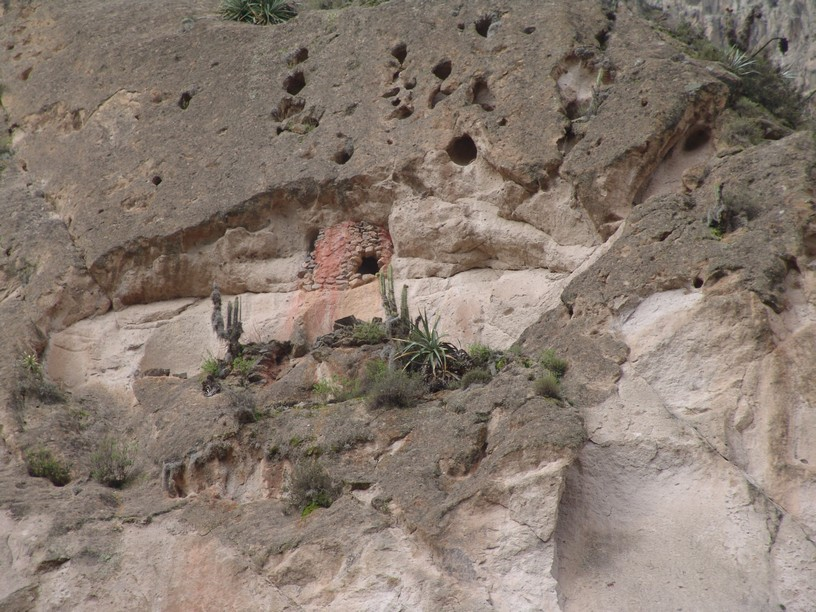